# Zona Sudoeste (Rio de Janeiro)
A Zona Sudoeste do Rio de Janeiro é uma área geográfica e administrativa localizada a sudoeste do Centro do município do Rio de Janeiro, no estado do Rio de Janeiro, no Brasil. É formada pelas regiões da Barra da Tijuca e Jacarepaguá.